# ینیلیک
ینیلیک (به لاتین: Yenilik) یک منطقه مسکونی در جمهوری آذربایجان است که در شهرستان آق‌سو واقع شده است. ینیلیک ۱۱۷۴ نفر جمعیت دارد.

## مردم
نام اصلی این روستا صفر بینه (Seferbine) است. زبان بومی مردم این ناحیه گویش کوروش از شاخه‌های زبان لزگی است.